# Teddy Riley
Edward Theodore Riley, detto Teddy (New York, 8 ottobre 1967), è un produttore discografico, cantautore e musicista statunitense.
È tra gli ideatori del genere new jack swing.

## Biografia
Cresciuto nel quartiere Harlem di New York, ad appena 18 anni produce il singolo Go See the Doctor di Kool Moe Dee (1986).
L'anno seguente, insieme a Aaron Hall e Timmy Gatling forma il gruppo musicale R&B Guy, che si scioglie nel 1992.
Tra gli anni '80 e '90 Riley effettua importanti produzioni discografiche per artisti come Big Daddy Kane, Michael Jackson (col quale però lavorerà fino a dopo il 2000), Wreckx-N-Effect, Keith Sweat, Johnny Kemp, Bobby Brown.
Nel 1991 forma i Blackstreet, gruppo che ottiene un buon successo ma che si scioglie nel 2011.
Dalla fine degli anni '90 si dedica quindi con intensa attività alle produzioni, collaborando, anche come compositore, con, Melanie B, Nate Dogg, Ma$e, 'N Sync, Mario, Jay-Z, New Kids on the Block, Lady Gaga, Robin Thicke, Boyz II Men, Girls' Generation, Rania e altri.